# Otto von Dandl
Otto von Dandl, född 13 maj 1868 i Straubing, död 20 maj 1942, var en bayersk ämbetsman och politiker. Han var 1895–1906 tjänsteman i bayerska justitieministeriet, därefter till 1912 i prinsregenten Luitpolds geheimekansli och 1912–17 chef för kung Ludvig III:s civilkabinett.
Dandl blev i november 1917 Georg von Hertlings efterträdare som bayersk stats- och utrikesminister, men fick 1918 allt svårare att undertrycka öppna utbrott av den i Bayern av Kurt Eisner ledda omstörtningsrörelsen och avgick i samband med novemberrevolutionen samma år.
Dandl var från november 1919 hög finansämbetsman i Würzburg och 1929–33 i München.